# Wayang
El wayang es una forma teatral javanesa que utiliza las sombras que unas figuras manipuladas mediante varillas producen sobre una pantalla traslúcida.
Tiene diversas variedades, como el Wayang kulit, wayang golek o wayang gonk.
Las representaciones del teatro de marionetas wayang están acompañadas por una orquesta de gamelán en Java y por el género wayang en Bali. Las historias dramáticas representan mitologías, como episodios de las epopeyas hindúes Ramayana y Mahabharata, así como adaptaciones locales de leyendas culturales. Tradicionalmente, un wayang se interpreta en un espectáculo ritualizado desde la medianoche hasta el amanecer por un dalang, un artista y líder espiritual; la gente ve el programa desde ambos lados de la pantalla.
Las representaciones wayang siguen siendo muy populares entre los indonesios, especialmente en las islas de Java y Bali. Las representaciones wayang generalmente se llevan a cabo en ciertos rituales, ciertas ceremonias, ciertos eventos e incluso como atracciones turísticas. En contextos rituales, los espectáculos de marionetas se utilizan para los rituales de oración (realizados en los templos de Bali), el ritual ruwatan (limpiar a los niños Sukerto de la mala suerte), y el ritual sedekah bumi (acción de gracias a Dios por las abundantes cosechas).  En contextos de ceremonias, generalmente se usa para celebrar mantenan (ceremonia de boda javanesa) y sunatan (ceremonia de la circuncisión). En eventos, se utiliza para celebrar el Día de la Independencia, aniversarios municipales, de empresas, el cumpleaños de alguien, conmemorando días determinados, y muchos más. Incluso en esta era moderna donde el desarrollo de las actividades turísticas, los espectáculos de marionetas wayang se utilizan como atracciones turísticas culturales.
El wayang es una de las cumbres de la cultura de Indonesia. Las tradiciones wayang incluyen la actuación, el canto, la música, el teatro, la literatura, la pintura, la escultura, el tallado y las artes simbólicas. Las tradiciones wayang se han desarrollado durante más de mil años, y son un medio de información, predicación, educación, comprensión filosófica y entretenimiento.

## Etimología
El término wayang significa en javanés "sombra" o "imaginación". Su equivalente en indonesio es bayang. En el vocabulario cotidiano javanés e indonesio moderno, wayang puede referirse a la marioneta en sí o a toda la representación teatral de marionetas.[cita requerida]

## Historia
Wayang es el teatro de marionetas tradicional de Indonesia. Wayang es una forma antigua de narración famosa por sus elaborados títeres y complejos estilos musicales.  La evidencia más antigua es de finales del primer milenio, en textos y sitios arqueológicos de la época medieval. Hay cuatro teorías sobre los orígenes de wayang (indígenas de Java, Java-India, India y China), pero solo dos teorías favorables:

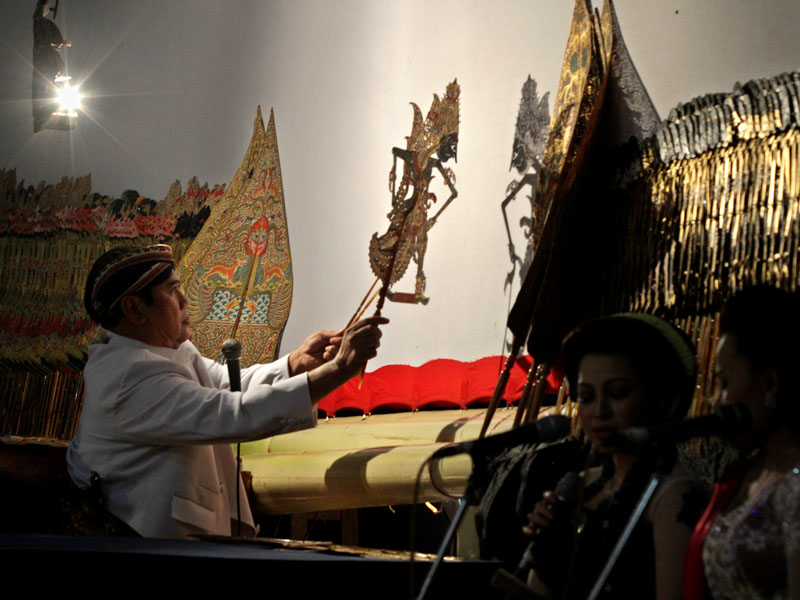
Hay tres componentes principales del espectáculo de Wayang kulit que incluyen Dalang, Gamelan (Música y Sindhen), y el propio Wayang Kulit.

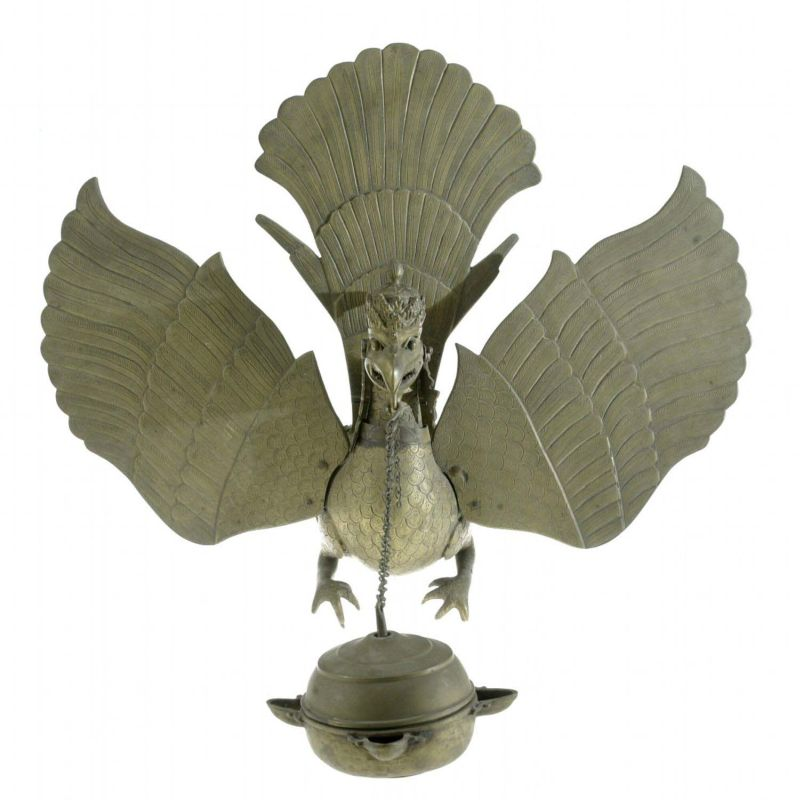
Blencong, lámpara de aceite javanesa en la forma del mítico pájaro Garuda para la interpretación de wayang kulit. antes de 1924

- Origen local (Java): Los expertos que dicen que el wayang es una forma de arte auténticamente indonesia son Brandes, GAJ Hazeu, Rentse, Kats y Kruyt. Según Brandes, los títeres son nativos de Java. Presentan los resultados de la antigua cultura indonesia, tales como: gamelán, sistema monetario, formas métricas, batik, astronomía, cómo cultivar arrozales húmedos, administración gubernamental. El wayang está estrechamente relacionado con la cultura social y la vida religiosa de Java. Los títeres indios son diferentes del wayang javanés. Todos los términos técnicos del wayang son javaneses, no sánscritos. El wayang no se derivó de ninguno de los otros tipos de marionetas de sombras en Asia continental, sino que fue una creación de los mismos javaneses. Esta opinión se basa en el uso de términos relacionados con la etapa wayang que no se toman prestados de otros idiomas, o en otras palabras, estos términos son términos originales en javanés. De manera similar, algunos de los otros términos técnicos utilizados en el wayang kulit que se encuentra en Java y Bali se basan en los idiomas locales, incluso cuando la obra se superpone con las mitologías budista o hindú.[14] Hazeu dijo que el wayang tuvo su origen en Java. La estructura del títere está compuesta según un modelo muy antiguo (la forma de contar al titiritero, la altura de la voz, el lenguaje y las expresiones). El diseño técnico, el estilo y la composición de las obras de teatro de Java. Crece del culto a los antepasados. Kats argumenta que el término técnico proviene claramente de Java, el wayang nació sin la ayuda de la India, una imagen cultural muy antigua. Antes del siglo IX pertenecía a la población indígena. Estaba estrechamente relacionado con las prácticas religiosas (incienso y espíritus errantes/nocturnos). Panakawan usa un nombre javanés, diferente de los héroes indios. Kruyt argumenta que el wayang se origina en el chamanismo. Comparando las formas ceremoniales del antiguo archipiélago, cuyo objetivo es hacer contacto con el mundo de los espíritus,

- Origen indio: el hinduismo y el budismo llegaron a las islas de Indonesia en los primeros siglos del primer milenio y, junto con la teología, los pueblos de Indonesia y el subcontinente indio intercambiaron cultura, arquitectura y bienes comerciales.[14][15][4]  El arte de los títeres y las obras dramáticas se han documentado en textos indios antiguos, que datan de los últimos siglos del primer milenio a. C. y los primeros siglos de la era cristiana.[16] Además, la región costera del sur de la India ( Andhra Pradesh y Tamil Nadu) que más interactuó con las islas de Indonesia ha tenido un intrincado arte de marionetas basado en cuero llamado tholu bommalata, que comparte muchos elementos con el wayang.[2][17] Algunos personajes como Vidusaka en drama sánscrito y Semar en wayang son muy similares. Las mitologías indias y los personajes de las epopeyas hindúes aparecen en muchas de las principales obras representadas, todas las cuales sugieren posibles orígenes indios, o al menos una influencia en el período preislámico de la historia de Indonesia.[14] Jivan Pani afirma que el wayang se desarrolló a partir de dos artes de Odisha en el este de la India, el teatro de marionetas Ravana Chhaya y la danza Chhau.[18]

Independientemente de sus orígenes, afirma Brandon, el wayang se desarrolló y maduró hasta convertirse en un fenómeno javanés . No existe una verdadera obra de arte de sombras de títeres contemporánea en China o India que tenga la sofisticación, la profundidad y la creatividad expresadas en wayang en Java, Indonesia.

### Registros
El registro más antiguo que se conoce sobre el wayang data del siglo IX. Unas antiguas inscripciones javanesas (kawi) llamadas Inscripciones Jaha, que datan de alrededor del año 840 d. C. y fueron emitidas por el maharajá Sri Lokapala del reino de Mataram, en Java Central, mencionan tres tipos de artistas: atapukan (lit. "espectáculo de baile de máscaras"), aringgit (lit. "espectáculo de marionetas wayang") y abanwal / abanol (lit. "arte de la broma"). En un poema javanés del siglo XI se describe al Ringgit como una figura de sombra de cuero.
En el año 903 de la era cristiana, el rey Balitung, de la dinastía Sanjaya del antiguo reino de Mataram, creó la inscripción Mantyasih (carta de Balitung). En ella se afirma: "Si Galigi Mawayang Buat Hyang Macarita Bimma Ya Kumara", que significa "Galigi celebró un espectáculo de marionetas para los dioses tomando la historia de Bima Kumara". Parece que ciertos rasgos del teatro de marionetas tradicional han sobrevivido de aquella época. Galigi era un artista ambulante al que se le pidió que actuara en una ocasión especial de la realeza. En esa ocasión representó una historia sobre el héroe Bhima del Mahabharata.

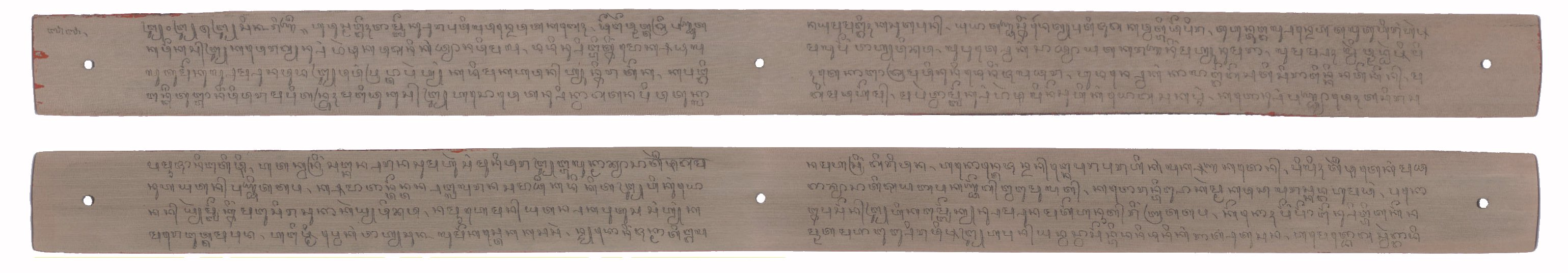
El manuscrito en hojas de palma del kakawin Arjunawiwaha fue escrito por Mpu Kanwa en 1035 d.C.

## Formas artísticas
Wayang kulit
Artículo principal: Wayang kulit
Un dalang (titiritero) representando una pelea en un espectáculo de wayang kulit
Los espectáculos de wayang kulit tienen tres componentes principales: dalang, gamelan (música y sindhen) y wayang kulit propiamente dicho.
Los wayang kulit son de los más conocidos de los wayang indonesios. Kulit significa "piel", y se refiere a la construcción en cuero de las marionetas, cuidadosamente cinceladas con finas herramientas, sostenidas con mangos y varillas de control de cuerno de búfalo cuidadosamente moldeados, y pintadas con bellos tonos, incluido el oro. Las historias suelen estar inspiradas en las epopeyas hindúes Ramayana y Mahabharata.
Hay una familia de personajes en el wayang javanés llamada punokawan; a veces se les llama "payasos-sirvientes" porque normalmente están asociados con el héroe de la historia, y proporcionan interludios humorísticos y filosóficos. Semar es en realidad el dios del amor, que ha consentido en vivir en la Tierra para ayudar a los humanos. Tiene tres hijos: Gareng (el mayor), Petruk (el mediano) y Bagong (el menor). Estos personajes no tienen su origen en las epopeyas hindúes, sino que se añadieron posteriormente. Ofrecen algo parecido a un cabaret político, en el que se tratan cotilleos y asuntos contemporáneos[cita requerida]
Las marionetas varían de un lugar a otro. En Java Central, las ciudades de Surakarta (Solo) y Yogyakarta tienen las tradiciones wayang más conocidas y el estilo de marionetas más imitado. También se pueden encontrar estilos regionales de sombras chinescas en Temanggung, Java Occidental, Banyumas, Cirebon, Semarang y Java Oriental. El wayang de Bali tiene figuras más compactas y naturalistas, y el de Lombok, figuras que representan a personas reales. A menudo se añaden objetos del mundo moderno como bicicletas, automóviles, aviones y barcos para dar un efecto cómico, pero en su mayor parte los diseños tradicionales de las marionetas han cambiado poco en los últimos 300 años.[cita requerida]

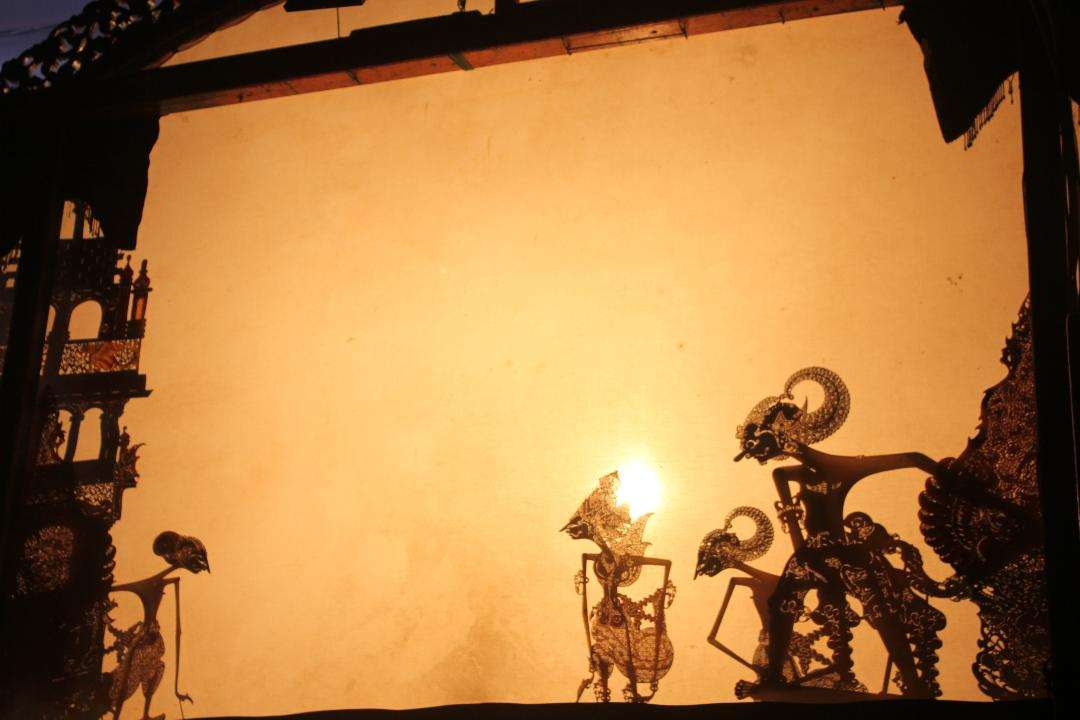
Representación de un wayang kulit (marioneta de sombra de cuero) con kelir (tela fina) como frontera entre el titiritero (dalang) que interpreta a las marionetas y el público.

Históricamente, la representación consistía en sombras proyectadas por una lámpara de aceite sobre una pantalla de algodón. Hoy en día, la fuente de luz utilizada en las representaciones wayang en Java suele ser una luz eléctrica halógena, mientras que en Bali se sigue utilizando la tradicional luz de fuego. Algunas formas modernas de wayang, como el wayang sandosa (de Bahasa Indonesia, ya que utiliza el idioma nacional indonesio en lugar del javanés) creado en la Academia de Arte de Surakarta (STSI) emplean focos teatrales, luces de colores, música contemporánea y otras innovaciones.[cita requerida]
La elaboración de una figura de wayang kulit adecuada para una representación requiere un trabajo manual de varias semanas, en el que los artistas trabajan en grupo. Parten de modelos maestros (normalmente en papel) que se calcan sobre piel o pergamino, proporcionando a las figuras un contorno e indicaciones de los agujeros que habrá que cortar (como para la boca o los ojos). A continuación, las figuras se alisan, normalmente con un frasco de vidrio, y se impriman. Se inspecciona la estructura y, finalmente, se trabajan los detalles. A continuación, se vuelve a alisar antes de la pintura individual, que corre a cargo de otro artesano.[cita requerida]
Por último, las partes móviles (brazos superiores, brazos inferiores con manos y los correspondientes bastones para su manipulación) se montan sobre el cuerpo, que tiene un bastón central por el que se sujeta. Un equipo fabrica hasta diez figuras a la vez, y suele completar ese número en el transcurso de una semana. Sin embargo, no existe una demanda fuerte y continua de los mejores artesanos del wayang, y los relativamente pocos expertos que aún dominan este arte a veces tienen dificultades para obtener unos ingresos satisfactorios.
La pintura de las marionetas menos caras se realiza de forma expeditiva con una técnica de pulverización, utilizando plantillas y con una persona diferente que se encarga de cada color. Las marionetas menos caras, que suelen venderse a los niños durante las representaciones, a veces se fabrican en cartón en lugar de cuero.

## Historias

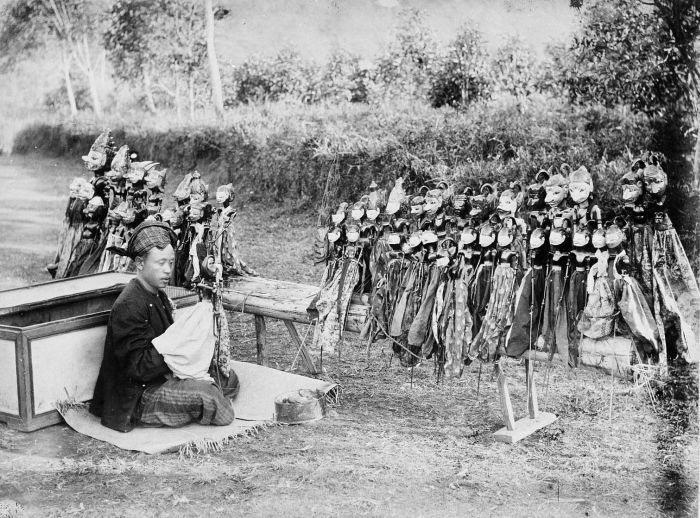
Performance

Los personajes del wayang derivan de varios grupos de historias y escenarios. El más popular y antiguo es el wayang purwa, cuya historia y personajes derivan de las epopeyas hindúes indias Ramayana y Mahabharata, ambientadas en los antiguos reinos de Hastinapura, Ayodhya y Alengkapura (Lanka). Otro grupo de personajes procede del ciclo de cuentos sobre el Príncipe Panji, desarrollado en Java durante el Reino de Kediri; estas historias se ambientan en los reinos gemelos javaneses de Janggala y Panjalu (Kediri).

### Otras historias
En la década de 1960, los misioneros cristianos adoptaron la forma artística para crear el wayang wahyu. El jesuita javanés Timotheus L. Wignyosubroto utilizó el espectáculo para comunicar a los javaneses y a otros indonesios las enseñanzas de la Biblia y de la Iglesia católica de una forma accesible al público. De forma similar, el wayang sadat ha utilizado el wayang para las enseñanzas religiosas del Islam, mientras que el wayang pancasila lo ha utilizado como medio para la política nacional.
También ha habido intentos de contar ficción moderna con el arte del wayang, como la versión de la Guerra de las Galaxias de los malayos Tintuoy Chuo y Dalang Pak Dain.

## Contexto cultural
En su función inicial, el wayang es un ritual destinado a los espíritus ancestrales de la creencia hyang. Además, el wayang sufre un cambio de función, a saber, como medio de comunicación social. Las obras que se representan en el wayang, por lo general, encierran varios valores, como la educación, la cultura y las enseñanzas de la filosofía. El wayang funciona como un medio eficaz para transmitir mensajes, información y lecciones. El wayang se utilizó como medio eficaz en la difusión de religiones que van desde el hinduismo hasta el islam. Debido a la flexibilidad de las marionetas wayang, siguen existiendo hoy en día y se utilizan para diversos fines. Las funciones del wayang pueden agruparse en tres, a saber:
- Tatanan (normas y valores)
- Tuntunan (orientaciones)
- Tontonan (entretenimiento)

## Museo Wayang
El Museo Wayang está situado en la zona turística de la Kota Tua Yakarta (ciudad vieja) en Jalan Pintu Besar Utara No.27, Yakarta 11110, Indonesia. El Museo Wayang se encuentra junto al Museo Histórico de Yakarta.
Este museo cuenta con varios tipos de colecciones de wayang indonesio, como wayang kulit, wayang golek, wayang klithik, wayang suket, wayang beber, y otro wayang indonesio.[aclaración necesaria] También hay una colección de máscaras (topeng), gamelán, y pinturas wayang. Las colecciones no son sólo de Indonesia, sino que hay muchas colecciones de marionetas de varios países como Malasia, Tailandia, Camboya, Surinam, China, Vietnam, Francia, India, Turquía y muchos otros países.